# Bassins
Bassins ist eine politische Gemeinde im Distrikt Nyon des Kantons Waadt in der Schweiz.

## Geographie
Bassins liegt auf 753 m ü. M., 9 km nördlich des Bezirkshauptortes Nyon (Luftlinie). Das Dorf erstreckt sich auf einer Kuppe am Jurasüdhang, zwischen den Tälern des Ruisseau de la Combe im Westen und der Serine im Osten, in aussichtsreicher Lage rund 400 m über dem Seespiegel des Genfersees.
Die Fläche des 20,8 km² grossen Gemeindegebiets umfasst einen Abschnitt des Waadtländer Juras. Im südlichen Gemeindeteil befindet sich der Geländerücken von Bassins, begrenzt vom Ruisseau du Geny und der Serine im Osten sowie vom tief eingeschnittenen Tal des Ruisseau de la Combe im Westen, der am Jurafuss in die Serine mündet. Nach Norden erstreckt sich das Gebiet auf den Kamm der südwestlichen Mont-Tendre-Kette und erreicht im Bois de Peney 1410 m ü. M. Westlich dieses Kammes schliessen sich die Combe de la Valouse und die Combe des Amburnex an, beides oberirdisch abflusslose Senken, die in Streichrichtung des Juras von Südwest nach Nordost verlaufen. Die nordwestliche Grenze verläuft entlang des Hangs des Mont Sâla, wo mit 1420 m ü. M. der höchste Punkt von Bassins erreicht wird. Auf dem Jurakamm findet man typische Karsterscheinungen wie beispielsweise Dolinen und Karrenfelder. Das nur wenig begangene Gebiet ist von ausgedehnten Wäldern (Forêt des Pralets, Bois de la Bassine) bestanden, dazwischen befinden sich Jurahochweiden mit den typischen mächtigen Fichten, die entweder einzeln oder in Gruppen stehen. Von der Gemeindefläche entfielen 1997 4 % auf Siedlungen, 60 % auf Wald und Gehölze, 35 % auf Landwirtschaft, und etwas weniger als 1 % war unproduktives Land.
Zu Bassins gehören die Siedlung Les Platets (826 m ü. M.) am Jurasüdhang oberhalb des Dorfes, der Weiler La Cézille (570 m ü. M.) im Tal des Ruisseau de la Combe nahe seiner Mündung in die Serine sowie zahlreiche Einzelhöfe, die weit verstreut auf den Höhen des Juras liegen. Nachbargemeinden von Bassins sind Arzier-Le Muids, Vich, Begnins, Le Vaud, Marchissy und Le Chenit.

## Bevölkerung
Mit 1485 Einwohnern (Stand 31. Dezember 2023) gehört Bassins zu den kleineren Gemeinden des Kantons Waadt. Von den Bewohnern sind 81,9 % französischsprachig, 8,3 % deutschsprachig und 5,5 % englischsprachig (Stand 2000). Die Bevölkerungszahl von Bassins belief sich 1850 auf 394 Einwohner, 1900 auf 417 Einwohner. Danach erfolgte bis 1960 (291 Einwohner) eine Abnahme. Seit etwa 1970 setzte eine rasante Bevölkerungszunahme mit einer Verdreifachung der Einwohnerzahl ein.

## Wirtschaft
Bassins war bis Mitte des 20. Jahrhunderts ein hauptsächlich durch die Landwirtschaft geprägtes Dorf. In den unteren Gemeindeteilen wird Ackerbau betrieben, während auf den Jurahöhen Viehzucht und Milchwirtschaft vorherrschen. Auch die Forstwirtschaft hat dank dem Waldreichtum eine grosse Bedeutung und war verantwortlich für den Wohlstand der Gemeinde in den früheren Jahren. Weitere Arbeitsplätze gibt es im Gewerbe und in einem Betrieb zur Herstellung von Duftessenzen für die Parfümindustrie. Bassins ist Sitz der 1925 gegründeten Raiffeisen-Dachorganisation Fédération vaudoise des caisses de crédit mutuel. Seit etwa 1980 setzte dank der schönen Lage und trotzdem guter Verkehrsanbindung eine rasante Entwicklung zur Wohngemeinde ein. Neue Wohnsiedlungen entstanden vor allem im Bereich von Les Platets. Die überwiegende Zahl der Erwerbstätigen arbeitet auswärts, hauptsächlich in Nyon und in Genf.

## Verkehr
Die Gemeinde liegt zwar abseits der grösseren Durchgangsstrassen, ist aber verkehrstechnisch trotzdem gut erschlossen. Sie befindet sich an der Kantonsstrasse von Gland nach Saint-George, der Autobahnanschluss Gland an der A1 ist rund 7 km vom Dorf entfernt. Der Bahnhof Bassins der Bahnlinie Nyon–Saint-Cergue–Morez ist per Strasse in etwa 2,5 km zu erreichen; durch den Postautokurs von Nyon nach Gimel ist der Ort auch direkt an das Netz des öffentlichen Verkehrs angebunden.

## Geschichte

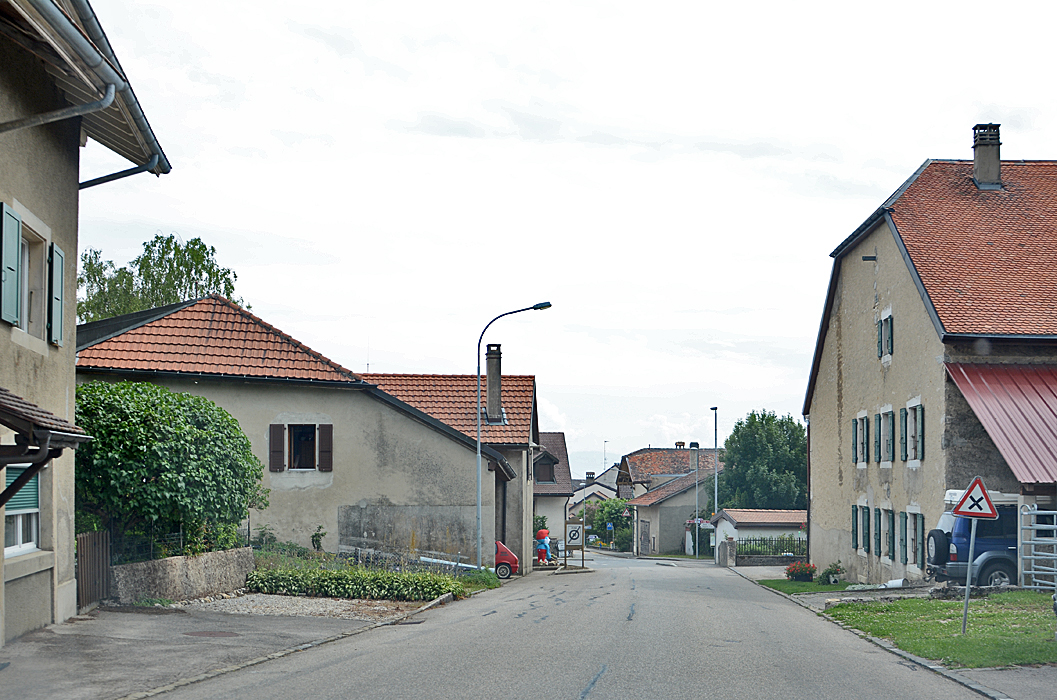
Bassins

Der Fund eines Gräberfeldes aus dem Frühmittelalter zeugt von einer frühen Besiedlung des Gemeindegebietes. Die erste urkundliche Erwähnung des Ortes erfolgte im Jahr 974 unter dem Namen Bassinges. 1148 erschien die latinisierte Form Bassiniacum, und seit 1164 ist der heutige Name belegt. Der Ortsname geht auf den Personennamen Basso zurück und bedeutet bei den Leuten des Basso.
Bei der Kirche Notre-Dame entwickelte sich ein kleines Cluniazenserpriorat, das der Abtei Payerne unterstand. Obwohl das Priorat erst 1536 offiziell aufgehoben wurde, war es vermutlich im 14. Jahrhundert von den Mönchen verlassen worden. Mit der Eroberung der Waadt durch Bern im Jahr 1536 kam Bassins unter die Verwaltung der Landvogtei Nyon und war Sitz eines Gerichts. Nach dem Zusammenbruch des Ancien Régime gehörte das Dorf von 1798 bis 1803 während der Helvetik zum Kanton Léman, der anschliessend mit der Inkraftsetzung der Mediationsverfassung im Kanton Waadt aufging.

## Sehenswürdigkeiten
Der ursprünglich romanische Bau der Kirche Notre-Dame wurde in der Gotik und auch in neuerer Zeit mehrfach umgebaut (letztmals 1934). Als älteste Bauteile aus dem 11. und 12. Jahrhundert gelten der romanische Chor und der Unterbau des massiven Turms, der heute den burgundischen Stil zeigt. Die kleine und die grosse Seitenkapelle stammen aus dem frühen 14. Jahrhundert. Im Ortskern sind einige Bauernhäuser aus dem 17. bis 19. Jahrhundert erhalten.